# Lechea cernua
Lechea cernua är en solvändeväxtart som beskrevs av John Kunkel Small. Lechea cernua ingår i släktet Lechea och familjen solvändeväxter. Inga underarter finns listade i Catalogue of Life.